# Liste der Stolpersteine in Ahlen
Die Liste der Stolpersteine in Ahlen enthält die 197 Stolpersteine, die im Rahmen des gleichnamigen Kunstprojekts von Gunter Demnig in Ahlen verlegt wurden. Mit ihnen soll Opfern des Nationalsozialismus gedacht werden, die in Ahlen lebten und wirkten.

## Geschichte
Die ersten 25 Stolpersteine wurden am 6. Februar 2008 verlegt. Am 9. Dezember 2008 folgten weitere 31 Steine, am 26. Mai 2009 zehn, am 5. März 2010 vierzehn, am 14. März 2012 zwei, am 7. März 2013 drei sowie am 22. November 2016 neun Steine. Am 6. Februar 2018, also zehn Jahre nach der Verlegung der ersten Steine, wurden weitere zehn Stolpersteine gesetzt, während einer an eine andere Adresse versetzt wurde. Am 8. Februar 2019 wurden 22 und am 28. Januar 2020 16 weitere Stolpersteine verlegt, wobei ein weiterer Stein an eine andere Adresse versetzt wurde. Die Verlegung am 29. Januar 2021 brachte 14 zusätzliche Steine, am 28. Januar 2022 wurden weitere dreißig Steine verlegt, am 7. März 2023 folgten elf Steine.

## Liste der Stolpersteine
Die Liste ist vorsortiert nach Adresse und innerhalb eines Standorts nach Verlegedatum und Namen.
| Adresse                                              | Verlegedatum  | Person(en)                   | Inschrift | Bild |
| ---------------------------------------------------- | ------------- | ---------------------------- | --- | --- |
| Alter Hof 8 ·                                        | 8. Feb. 2019  | Johanna Steinchen            | Hier wohnte Johanna Steinchen Jg. 1922 eingewiesen 4.11.1941 Heilanstalt Gütersloh ‚verlegt‘ 12.11.1943 in das besetzte Polen Gauheilanstalt Tiegenhof/Gnesen ermordet 21.4.1944         | Stolperstein für Johanna Steinchen                                                                                         |
| Amselweg 20 ·                                        | 6. Feb. 2008  | Hedwig Löwenstein            | Hier wohnte Hedwig Loewenstein Jg. 1889 deportiert 1942 Majdanek ??? für tot erklärt | Stolperstein für Hedwig Löwenstein                                                                                         |
| Am Stockpiper 87 ·                                   | 5. März 2010  | Ernst Wömpner                | Hier wohnte Ernst Wömpner Jg. 1880 verhaftet Aug. 1944 Sachsenhausen ermordet 1.3.1945                                                                                                   | Stolperstein für Ernst Wömpner                                                                                             |
| Am Stockpiper 94 ·                                   | 5. März 2010  | Josef Schwarz                | Hier wohnte Josef Schwarz Zeuge Jehovas Jg. 1894 verhaftet Buchenwald ermordet 30.4.1945                                                                                                 | Stolperstein für Josef Schwarz                                                                                             |
| Am Stockpiper 95 ·                                   | 29. Jan. 2021 | Johann Knoblau               | Hier wohnte Johann Knoblau Jg. 1894 Rotfrontkämpferbund verhaftet Juni 1933 ‚Vorbereitung Hochverrat‘ Brauweiler Sachsenhausen Dachau entlassen                                          | Stolperstein für Johann Knoblau                                                                                            |
| Am Stockpiper 96 ·                                   | 28. Jan. 2022 | Wilhelm Skurski              | Hier wohnte Wilhelm Skurski Jg. 1897 im Widerstand/KPD verhaftet Juni 1933 ‚Vorbereitung Hochverrat‘ Zuchthaus Siegburg Brauweiler 1933 Börgermoor entlassen August 1935                 | Stolperstein für Wilhelm Skurski                                                                                           |
| Am Stockpiper 166 ·                                  | 29. Jan. 2021 | Lina Kleine                  | Hier wohnte Lina Kleine geb. Jockheck Jg. 1893 Zeugin Jehovas verhaftet 1935 Steinwache Dortmund entlassen                                                                               | Stolperstein für Lina Kleine                                                                                               |
| Am Sudholtshof 20 ·                                  | 29. Jan. 2021 | Jan Dyba                     | Hier wohnte Jan Dyba Jg. 1906 eingewiesen 1940 Heilanstalt Gütersloh ‚verlegt‘ 12.11.1943 Gauheilanstalt Tiegenhof/Gnesen ermordet im besetzten Polen                                    | Stolpersteine für Jan Dyba und Josef Wlodarczyk                                                                            |
| Am Sudholtshof 20 ·                                  | 29. Jan. 2021 | Josef Wlodarczyk             | Hier wohnte Josef Wlodarczyk Jg. 1915 eingewiesen 1936 Heilanstalt Gütersloh ‚verlegt‘ 12.11.1943 Gauheilanstalt Tiegenhof/Gnesen ermordet im besetzten Polen                            | Stolpersteine für Jan Dyba und Josef Wlodarczyk                                                                            |
| Auf dem Handkamp 4 ·                                 | 7. März 2013  | Chana Obarzanski             | Hier wohnte Chana Obarzanski geb. Klausner Jg. 1887 deportiert 1942 Auschwitz ermordet                                                                                                   | Stolpersteine für Liba ‚Lilly‘ Loewy, Chana, Fajgla ‚Fanny‘, Leon Wolf und Zysly ‚Sonja‘ Obarzanski                        |
| Auf dem Handkamp 4 ·                                 | 7. März 2013  | Leon Wolf Obarzanski         | Hier wohnte Leon Wolf Obarzanski Jg. 1890 Polenaktion 1939 Bentschen ??? | Stolpersteine für Liba ‚Lilly‘ Loewy, Chana, Fajgla ‚Fanny‘, Leon Wolf und Zysly ‚Sonja‘ Obarzanski                        |
| Auf dem Handkamp 4 ·                                 | 6. Feb. 2018  | Liba ‚Lilly‘ Loewy           | Hier wohnte Liba ‚Lilly‘ Loewy geb. Obarzanski Jg. 1923 Flucht 1939 Palästina | Stolpersteine für Liba ‚Lilly‘ Loewy, Chana, Fajgla ‚Fanny‘, Leon Wolf und Zysly ‚Sonja‘ Obarzanski                        |
| Auf dem Handkamp 4 ·                                 | 6. Feb. 2018  | Fajgla ‚Fanny‘ Obarzanski    | Hier wohnte Fajgla ‚Fanny‘ Obarzanski Jg. 1916 Flucht 1940 Palästina | Stolpersteine für Liba ‚Lilly‘ Loewy, Chana, Fajgla ‚Fanny‘, Leon Wolf und Zysly ‚Sonja‘ Obarzanski                        |
| Auf dem Handkamp 4 ·                                 | 6. Feb. 2018  | Zysla ‚Sonja‘ Obarzanski     | Hier wohnte Zysla ‚Sonja‘ Obarzanski Jg. 1918 Flucht 1936 Palästina | Stolpersteine für Liba ‚Lilly‘ Loewy, Chana, Fajgla ‚Fanny‘, Leon Wolf und Zysly ‚Sonja‘ Obarzanski                        |
| Auf dem Knüppelsberg 10 ·                            | 29. Jan. 2021 | Richard Kowalski             | Hier wohnte Richard Kowalski Jg. 1902 Zeuge Jehovas verhaftet 1934 Emslandlager Brual-Rhede Zwangsarbeit entlassen                                                                       | Stolperstein für Richard Kowalski                                                                                          |
| Auf dem Westkamp 31 ·                                | 8. Feb. 2019  | Wilhelmine Braun             | Hier wohnte Wilhelmine Braun geb. Rediger Jg. 1873 eingewiesen 22.7.1942 Heilanstalt Gütersloh ‚verlegt‘ Okt. 1941 in das besetzte Polen Gauheilanstalt Warta befreit                    | Stolperstein für Wilhelmine Braun                                                                                          |
| August-Kirchner-Straße 35 ·                          | 5. März 2010  | Jacob Moszkowicz             | Hier wohnte Jacob Moszkowicz Jg. 1921 deportiert 1941 Łodz ermordet | Stolperstein für Jacob Moszkowicz                                                                                          |
| Bankenstraße 26 ·                                    | 8. Feb. 2019  | August Dombrowski            | Hier wohnte August Dombrowski Jg. 1896 eingewiesen 27.10.1933 Heilanstalt Münster ‚verlegt‘ 31.7.1941 Heilanstalt Eichberg überlebt                                                      | Stolperstein für August Dombrowski                                                                                         |
| Bankenstraße 59 ·                                    | 28. Jan. 2022 | Ernst Gerber                 | Hier wohnte Ernst Gerber Jg. 1904 im Widerstand/KPD verhaftet 5.5.1933 ‚Vorbereitung Hochverrat‘ 1933 Esterwegen entlassen Sept. 1934                                                    | Stolperstein für Ernst Gerber                                                                                              |
| Beckumer Straße 46 ·                                 | 28. Jan. 2022 | Frieda Falkenstein           | Hier wohnte Frieda Falkenstein geb. Windmüller Jg. 1892 Flucht 1938 Palästina | Stolpersteine für Frieda, Hermann und Liesel Falkenstein                                                                   |
| Beckumer Straße 46 ·                                 | 28. Jan. 2022 | Hermann Falkenstein          | Hier wohnte Hermann Falkenstein Jg. 1883 Flucht 1938 Palästina | Stolpersteine für Frieda, Hermann und Liesel Falkenstein                                                                   |
| Beckumer Straße 46 ·                                 | 28. Jan. 2022 | Liesel Falkenstein           | Hier wohnte Liesel Falkenstein Jg. 1925 Flucht 1938 Palästina | Stolpersteine für Frieda, Hermann und Liesel Falkenstein                                                                   |
| Finkensteg 21 ·                                      | 28. Jan. 2022 | Jakob Bongardt               | Hier wohnte Jakob Bongardt Jg. 1904 im Widerstand/KPD verhaftet Juni 1933 ‚Vorbereitung Hochverrat‘ Brauweiler Emslandlager Gefängnis Werl entlassen 1935                                | Stolperstein für Jakob Bongardt                                                                                            |
| Förderweg 25 ·                                       | 8. Feb. 2019  | Otto Schulte                 | Hier wohnte Otto Schulte Jg. 1910 eingewiesen 1928 Heilanstalt Gütersloh ‚verlegt‘ 9.7.1941 Hadamar ermordet 9.7.1941 'Aktion T4'                                                        | Stolperstein für Otto Schulte                                                                                              |
| Galileistraße 11 ·                                   | 28. Jan. 2020 | Josef Ledwohn                | Hier wohnte Josef Ledwohn Jg. 1907 im Widerstand/KPD seit 1933 mehrmals verhaftet ‚Vorbereitung Hochverrat‘ 1933 Esterwegen Aschendorfer Moor entlassen Mai 1936                         | Stolperstein für Josef Ledwohn                                                                                             |
| Galileistraße 49 ·                                   | 28. Jan. 2022 | Karl Vicariesmann            | Hier wohnte Karl Vicariesmann Jg. 1899 im Widerstand/KPD verhaftet Juni 1933 ‚Vorbereitung Hochverrat‘ Brauweiler Börgermoor entlassen Juni 1935                                         | Stolperstein für Karl Vicariesmann                                                                                         |
| Galileistraße 74 ·                                   | 8. Feb. 2019  | Elisabeth Pape               | Hier wohnte Elisabeth Pape geb. Hünninghaus Jg. 1865 eingewiesen 31.10.1934 Heilanstalt Gütersloh ‚verlegt‘ Okt. 1941 Heilanstalt Bernburg ermordet 21.12.1944                           | Stolperstein für Elisabeth Pape                                                                                            |
| Gartenstraße 5 · (Beckumer Straße) ·                 | 28. Jan. 2020 | Ingeborg Carsch              | Hier wohnte Ingeborg Carsch Jg. 1926 deportiert 1944 Theresienstadt befreit | Stolpersteine für Ingeborg und Maria Elisabeth Carsch                                                                      |
| Gartenstraße 5 · (Beckumer Straße) ·                 | 28. Jan. 2020 | Maria Elisabeth Carsch       | Hier wohnte Maria Elisabeth Carsch geb. Ostermann Jg. 1891 mit Hilfe versteckt befreit                                                                                                   | Stolpersteine für Ingeborg und Maria Elisabeth Carsch                                                                      |
| Gartenstraße 20 · (Beckumer Straße) ·                | 29. Jan. 2021 | Artur Manteufel              | Hier wohnte Artur Manteufel Jg. 1909 im Widerstand/KPD verhaftet 7.7.1934 ‚Vorbereitung Hochverrat‘ 1938 Sachsenhausen entlassen 1941                                                    | Stolperstein für Artur Manteufel                                                                                           |
| Gerichtsstraße 13 ·                                  | 26. Mai 2009  | Else Winter                  | Hier wohnte Else Winter geb. Rosenberg Jg. 1901 deportiert Auschwitz ??? | Stolpersteine für Frieda, Hermann und Liesel Falkenstein                                                                   |
| Gerichtsstraße 13 ·                                  | 28. Jan. 2022 | Hilde Landsberg              | Hier wohnte Hilde Landsberg geb. Rosenberg Jg. 1904 Flucht 1935 Brasilien | Stolpersteine für Frieda, Hermann und Liesel Falkenstein                                                                   |
| Gerichtsstraße 13 ·                                  | 28. Jan. 2022 | Erna Rosenberg               | Hier wohnte Erna Rosenberg geb. Jacoby Jg. 1878 Flucht 1937 Brasilien | Stolpersteine für Frieda, Hermann und Liesel Falkenstein                                                                   |
| Gerichtsstraße 13 ·                                  | 28. Jan. 2022 | Siegmund Rosenberg           | Hier wohnte Siegmund Rosenberg Jg. 1871 Flucht 1937 Brasilien | Stolpersteine für Frieda, Hermann und Liesel Falkenstein                                                                   |
| Gerichtsstraße 15 ·                                  | 6. Feb. 2018  | Grete Untiedt                | Hier wohnte Grete Untiedt geb. Rosenberg Jg. 1898 verhaftet 1944 Zwangsarbeit Kassel geflohen März 1945 Ascheberg mit Hilfe überlebt                                                     | Stolperstein für Grete Untiedt                                                                                             |
| Gerichtsstraße 22 ·                                  | 26. Mai 2009  | Elsa Sänger                  | Hier wohnte Elsa Sänger geb. Weil Jg. 1861 deportiert Juli 1942 Theresienstadt ??? | Stolpersteine für Elsa, Hans und Heinrich Sänger                                                                           |
| Gerichtsstraße 22 ·                                  | 26. Mai 2009  | Heinrich Sänger              | Hier wohnte Heinrich Sänger Jg. 1876 deportiert Juli 1942 Theresienstadt ??? | Stolpersteine für Elsa, Hans und Heinrich Sänger                                                                           |
| Gerichtsstraße 22 ·                                  | 6. Feb. 2018  | Hans Sänger                  | Hier wohnte Hans Sänger Chanan Shirun Jg. 1914 Flucht 1935 Palästina | Stolpersteine für Elsa, Hans und Heinrich Sänger                                                                           |
| Glückaufplatz 5 ·                                    | 29. Jan. 2021 | Eugen Kroll                  | Hier wohnte Eugen Kroll Jg. 1901 Zeuge Jehovas verhaftet 14.6.1938 Gefängnis Ahlen Zwangsarbeit ermordet Jan. 1939                                                                       | Stolperstein für Eugen Kroll                                                                                               |
| Hammer Straße 2 ·                                    | 7. März 2023  | Lidija Bosowa                | Hier arbeitete Lidija Bosowa Jg. 1923 Ukraine seit 1942 Zwangsarbeit Firma Buschhoff tot 2. Dez. 1944                                                                                    | Stolperstein für Lidija Bosowa                                                                                             |
| Hansastraße 17 ·                                     | 6. Feb. 2008  | Frieda David                 | Hier wohnte Frieda David geb. Alkan Jg. 1886 deportiert 31.4.1942 ??? | Stolperstein für Frieda David                                                                                              |
| Hansastraße 19 ·                                     | 6. Feb. 2008  | Edith Josephine Hahn         | Hier wohnte Edith Josephine Hahn Jg. 1925 deportiert 27.10.1941 Łodz ??? für tot erklärt                                                                                                 | Stolpersteine für Arnold, Edith Josephine, Franziska ‚Fanny‘ und Raymond Albert Hahn                                       |
| Hansastraße 19 ·                                     | 6. Feb. 2008  | Franziska ‚Fanny‘ Hahn       | Hier wohnte Franziska ‚Fanny’ Hahn geb. Stauber Jg. 1897 deportiert 27.10.1941 Łodz ??? für tot erklärt                                                                                  | Stolpersteine für Arnold, Edith Josephine, Franziska ‚Fanny‘ und Raymond Albert Hahn                                       |
| Hansastraße 19 ·                                     | 6. Feb. 2008  | Raymond Albert Hahn          | Hier wohnte Raymond Albert Hahn Jg. 1922 deportiert 27.10.1941 Łodz ??? für tot erklärt                                                                                                  | Stolpersteine für Arnold, Edith Josephine, Franziska ‚Fanny‘ und Raymond Albert Hahn                                       |
| Hansastraße 19 ·                                     | 28. Jan. 2022 | Arnold Hahn                  | Hier wohnte Arnold Hahn Jg. 1893 ‚Polenaktion‘ 1938 Bentschen/Zbaszyn Schicksal unbekannt                                                                                                | Stolpersteine für Arnold, Edith Josephine, Franziska ‚Fanny‘ und Raymond Albert Hahn                                       |
| Haspelweg 3 ·                                        | 29. Jan. 2021 | Stephan Quante               | Hier wohnte Stephan Quante Jg. 1894 im Widerstand/KPD verhaftet 28.2.1933 ‚Vorbereitung Hochverrat‘ 1934 Emslandlager Esterwegen entlassen Ende 1934                                     | Stolperstein für Stephan Quante                                                                                            |
| Hellstraße 12 ·                                      | 8. Feb. 2019  | Karl Deter                   | Hier wohnte Karl Deter Jg. 1906 eingewiesen 7.5.1934 Heilanstalt Münster ‚verlegt‘ 13.10.1943 Heilanstalt Weilmünster ermordet 30.4.1944                                                 | Stolperstein für Karl Deter                                                                                                |
| Im Kühl 10 ·                                         | 28. Jan. 2022 | Kurt Schlegel                | Hier arbeitete Kurt Schlegel Jg. 1907 im Widerstand/KPD ‚Vorbereitung Hochverrat‘ verurteilt 26.3.1935 Lichtenburg Buchenwald entlassen 19.4.1939                                        | Stolperstein für Kurt Schlegel                                                                                             |
| Im Kühl 21 ·                                         | 6. Feb. 2008  | Albert Freund                | Hier wohnte Albert Freund Jg. 1882 gedemütigt/entrechtet Flucht in den Tod Berlin 12.10.1942                                                                                             | Stolpersteine für Albert und Olga Freund, Albert und Jenny Metzger, Albert und Jenny Schönemann sowie Inge Johanna Spiegel |
| Im Kühl 21 ·                                         | 6. Feb. 2008  | Olga Freund                  | Hier wohnte Olga Freund geb. Metzger Jg. 1876 gedemütigt/entrechtet Flucht in den Tod Berlin 12.10.1942                                                                                  | Stolpersteine für Albert und Olga Freund, Albert und Jenny Metzger, Albert und Jenny Schönemann sowie Inge Johanna Spiegel |
| Im Kühl 21 ·                                         | 6. Feb. 2008  | Albert Metzger               | Hier wohnte Albert Metzger Jg. 1878 deportiert Majdanek ??? | Stolpersteine für Albert und Olga Freund, Albert und Jenny Metzger, Albert und Jenny Schönemann sowie Inge Johanna Spiegel |
| Im Kühl 21 ·                                         | 6. Feb. 2008  | Jenny Metzger                | Hier wohnte Jenny Metzger geb. Freund Jg. 1876 deportiert Majdanek ??? | Stolpersteine für Albert und Olga Freund, Albert und Jenny Metzger, Albert und Jenny Schönemann sowie Inge Johanna Spiegel |
| Im Kühl 21 ·                                         | 6. Feb. 2008  | Albert Schönemann            | Hier wohnte Albert Schönemann Jg. 1871 deportiert 23.9.1942 Theresienstadt tot | Stolpersteine für Albert und Olga Freund, Albert und Jenny Metzger, Albert und Jenny Schönemann sowie Inge Johanna Spiegel |
| Im Kühl 21 ·                                         | 6. Feb. 2008  | Jenny Schönemann             | Hier wohnte Jenny Schönemann geb. Eichengrün Jg. 1889 deportiert 23.9.1942 Theresienstadt tot                                                                                            | Stolpersteine für Albert und Olga Freund, Albert und Jenny Metzger, Albert und Jenny Schönemann sowie Inge Johanna Spiegel |
| Im Kühl 21 ·                                         | 9. Dez. 2008  | Siegmund Rothschild          | | Stolpersteine für Albert und Olga Freund, Albert und Jenny Metzger, Albert und Jenny Schönemann sowie Inge Johanna Spiegel |
| Im Kühl 21 ·                                         | 9. Dez. 2008  | Inge Johanna Spiegel         | Hier wohnte Inge Johanna Spiegel geb. Rothschild Jg. 1921 deportiert 1941 Łodz ermordet in Auschwitz                                                                                     | Stolpersteine für Albert und Olga Freund, Albert und Jenny Metzger, Albert und Jenny Schönemann sowie Inge Johanna Spiegel |
| Kampstraße 13 ·                                      | 8. Feb. 2019  | Heinrich Selbach             | Hier wohnte Heinrich Selbach Jg. 1925 eingewiesen 5.4.1933 Heilanstalt Marsberg ‚verlegt‘ 31.7.1941 Hadamar ermordet 31.7.1941 ‚Aktion T4‘                                               | Stolperstein für Heinrich Selbach                                                                                          |
| Karlstraße 7 ·                                       | 26. Mai 2009  | Hermann Baumgarten           | Hier wohnte Hermann Baumgarten Jg. 1892 deportiert Izbica ermordet | Stolpersteine für Erna, Hermann, Julius und Rosalie Baumgarten                                                             |
| Karlstraße 7 ·                                       | 26. Mai 2009  | Julius Baumgarten            | Hier wohnte Julius Baumgarten Jg. 1894 verhaftet 1939 deportiert 1942 Izbica ??? | Stolpersteine für Erna, Hermann, Julius und Rosalie Baumgarten                                                             |
| Karlstraße 7 ·                                       | 26. Mai 2009  | Rosalie Baumgarten           | Hier wohnte Rosalie Baumgarten geb. Spiegel Jg. 1860 verhaftet 29.7.1942 ??? | Stolpersteine für Erna, Hermann, Julius und Rosalie Baumgarten                                                             |
| Karlstraße 7 ·                                       | 7. März 2013  | Erna Baumgarten              | Hier wohnte Erna Baumgarten geb. Erlanger Jg. 1898 deportiert 1942 Sobibor ermordet | Stolpersteine für Erna, Hermann, Julius und Rosalie Baumgarten                                                             |
| Karlstraße 54 ·                                      | 26. Mai 2009  | Hanny Josephs                | Hier wohnte Hanny Josephs Jg. 1875 deportiert 1941 Theresienstadt ??? | Stolperstein für Hanny Josephs                                                                                             |
| Keplerstraße 66 ·                                    | 28. Jan. 2022 | Gustav Kleinemeier           | Hier wohnte Gustav Kleinemeier Zeuge Jehovas Jg. 1877 verhaftet 1939 Gefängnis Ahlen entlassen                                                                                           | Stolperstein für Gustav Kleinemeier                                                                                        |
| Klosterstraße 13 ·                                   | 9. Dez. 2008  | Aaron Moszkowicz             | Hier wohnte Aaron Moszkowicz Jg. 1925 deportiert 1942 Izbica ??? | Stolpersteine für Aaron, Benjamin Mendel, Chaja, David, Gisela, Hermann Israel, Imo, Moses und Rachla (Rosa) Moszkowicz    |
| Klosterstraße 13 ·                                   | 9. Dez. 2008  | Chaja Moszkowicz             | Hier wohnte Chaja Moszkowicz Jg. 1887 deportiert 1942 Izbica ??? | Stolpersteine für Aaron, Benjamin Mendel, Chaja, David, Gisela, Hermann Israel, Imo, Moses und Rachla (Rosa) Moszkowicz    |
| Klosterstraße 13 ·                                   | 9. Dez. 2008  | David Moszkowicz             | Hier wohnte David Moszkowicz Jg. 1922 deportiert Auschwitz ermordet 18.2.1943 | Stolpersteine für Aaron, Benjamin Mendel, Chaja, David, Gisela, Hermann Israel, Imo, Moses und Rachla (Rosa) Moszkowicz    |
| Klosterstraße 13 ·                                   | 9. Dez. 2008  | Gisela Moszkowicz            | Hier wohnte Gisela Moszkowicz Jg. 1928 deportiert 1942 Izbica ??? | Stolpersteine für Aaron, Benjamin Mendel, Chaja, David, Gisela, Hermann Israel, Imo, Moses und Rachla (Rosa) Moszkowicz    |
| Klosterstraße 13 ·                                   | 9. Dez. 2008  | Hermann Israel Moszkowicz    | Hier wohnte Hermann Moszkowicz Jg. 1921 deportiert 1943 Auschwitz ??? | Stolpersteine für Aaron, Benjamin Mendel, Chaja, David, Gisela, Hermann Israel, Imo, Moses und Rachla (Rosa) Moszkowicz    |
| Klosterstraße 13 ·                                   | 9. Dez. 2008  | Moses Moszkowicz             | Hier wohnte Moses Moszkowicz Jg. 1914 deportiert 1942 Izbica ??? | Stolpersteine für Aaron, Benjamin Mendel, Chaja, David, Gisela, Hermann Israel, Imo, Moses und Rachla (Rosa) Moszkowicz    |
| Klosterstraße 13 ·                                   | 9. Dez. 2008  | Rachla ‚Rosa‘ Moszkowicz     | Hier wohnte Rachla ‚Rosa‘ Moszkowicz Jg. 1910 deportiert 1942 Izbica ??? | Stolpersteine für Aaron, Benjamin Mendel, Chaja, David, Gisela, Hermann Israel, Imo, Moses und Rachla (Rosa) Moszkowicz    |
| Klosterstraße 13 ·                                   | 22. Nov. 2016 | Benjamin Mendel Moszkowicz   | Hier wohnte Benjamin Mendel Moszkowicz Jg. 1890 Flucht 1938 Argentinien | Stolpersteine für Aaron, Benjamin Mendel, Chaja, David, Gisela, Hermann Israel, Imo, Moses und Rachla (Rosa) Moszkowicz    |
| Klosterstraße 13 ·                                   | 22. Nov. 2016 | Imo Moszkowicz               | Hier wohnte Imo Moszkowicz Jg. 1925 deportiert 1943 Auschwitz 1945 Todesmarsch befreit Liberec/Reichenberg                                                                               | Stolpersteine für Aaron, Benjamin Mendel, Chaja, David, Gisela, Hermann Israel, Imo, Moses und Rachla (Rosa) Moszkowicz    |
| Klosterstraße 13 ·                                   | 29. Jan. 2021 | Cäsar Dolberg                | Hier wohnte Cäsar Dolberg Jg. 1899 im Widerstand/KPD verhaftet Juni 1933 ‚Vorbereitung Hochverrat‘ Emslandlager Esterwegen entlassen März 1934                                           | Stolperstein für Cäsar Dolberg                                                                                             |
| Klosterstraße 20 ·                                   | 8. Feb. 2019  | Heinrich Bussmann            | Hier wohnte Heinrich Bussmann Jg. 1904 eingewiesen 28.7.1937 Heilanstalt Gütersloh ‚verlegt‘ 17.7.1941 Heilanstalt Scheuern ermordet 26.8.1942                                           | Stolperstein für Heinrich Bussmann                                                                                         |
| Klosterstraße 33 ·                                   | 8. Feb. 2019  | Maria Brinkmann              | Hier wohnte Maria Brinkmann Jg. 1888 eingewiesen 1897 Heilanstalt Marsberg ‚verlegt‘ 24.6.1943 Heilanstalt Regensburg befreit                                                            | Stolpersteine für Maria Brinkmann sowie Anna, Chaja, Faige, Itzig, Riwa, Rosa, Sara und Simon Pomeranc                     |
| Klosterstraße 33 ·                                   | 28. Jan. 2020 | Anna Pomeranc                | Hier wohnte Anna Pomeranc Jg. 1927 Flucht 1933 Palästina | Stolpersteine für Maria Brinkmann sowie Anna, Chaja, Faige, Itzig, Riwa, Rosa, Sara und Simon Pomeranc                     |
| Klosterstraße 33 ·                                   | 28. Jan. 2020 | Chaja Pomeranc               | Hier wohnte Chaja Pomeranc Jg. 1897 Flucht 1933 Palästina | Stolpersteine für Maria Brinkmann sowie Anna, Chaja, Faige, Itzig, Riwa, Rosa, Sara und Simon Pomeranc                     |
| Klosterstraße 33 ·                                   | 28. Jan. 2020 | Faige Pomeranc               | Hier wohnte Faige Pomeranc Jg. 1931 Flucht 1933 Palästina | Stolpersteine für Maria Brinkmann sowie Anna, Chaja, Faige, Itzig, Riwa, Rosa, Sara und Simon Pomeranc                     |
| Klosterstraße 33 ·                                   | 28. Jan. 2020 | Itzig Pomeranc               | Hier wohnte Itzig Pomeranc Jg. 1893 Flucht 1933 Palästina | Stolpersteine für Maria Brinkmann sowie Anna, Chaja, Faige, Itzig, Riwa, Rosa, Sara und Simon Pomeranc                     |
| Klosterstraße 33 ·                                   | 28. Jan. 2020 | Riwa Pomeranc                | Hier wohnte Riwa Pomeranc Jg. 1916 Flucht 1933 Palästina | Stolpersteine für Maria Brinkmann sowie Anna, Chaja, Faige, Itzig, Riwa, Rosa, Sara und Simon Pomeranc                     |
| Klosterstraße 33 ·                                   | 28. Jan. 2020 | Rosa Pomeranc                | Hier wohnte Rosa Pomeranc Jg. 1924 Flucht 1933 Palästina | Stolpersteine für Maria Brinkmann sowie Anna, Chaja, Faige, Itzig, Riwa, Rosa, Sara und Simon Pomeranc                     |
| Klosterstraße 33 ·                                   | 28. Jan. 2020 | Sara Pomeranc                | Hier wohnte Sara Pomeranc Jg. 1920 Flucht 1933 Palästina | Stolpersteine für Maria Brinkmann sowie Anna, Chaja, Faige, Itzig, Riwa, Rosa, Sara und Simon Pomeranc                     |
| Klosterstraße 33 ·                                   | 28. Jan. 2020 | Simon Pomeranc               | Hier wohnte Simon Pomeranc Jg. 1929 Flucht 1933 Palästina | Stolpersteine für Maria Brinkmann sowie Anna, Chaja, Faige, Itzig, Riwa, Rosa, Sara und Simon Pomeranc                     |
| Kohlenstraße 54 ·                                    | 5. März 2010  | Ferdinand Kriska             | Hier wohnte Ferdinand Kriska Jg. 1904 verhaftet Okt. 1943 ‚staatsfeindliche Äußerung‘ Zuchthaus Münster tot im Zuchthaus 9.12.1943                                                       | Stolperstein für Ferdinand Kriska                                                                                          |
| Kopernikusstraße 55 ·                                | 28. Jan. 2022 | Fritz Starke                 | Hier wohnte Fritz Starke Jg. 1904 im Widerstand/KPD verhaftet Juni 1933 ‚Vorbereitung Hochverrat‘ 1933 Brauweiler Emslandlager Sachsenhausen befreit                                     | Stolperstein für Fritz Starke                                                                                              |
| Kurvenstraße 3 ·                                     | 7. März 2023  | Heinrich te Fries            | Hier wohnte Heinrich te Fries Jg. 1905 verhaftet 1937 Mauthausen deportiert 1943 Auschwitz 1944 Mittelbau Dora befreit                                                                   | Stolperstein für Heinrich te Fries                                                                                         |
| Ludgeristraße 2 ·                                    | 28. Jan. 2020 | Maria Brast                  | Hier wohnte Maria Brast Jg. 1906 eingewiesen 1927 Heilanstalt Gütersloh ‚verlegt‘ Mai 1942 Heilanstalt Eickelborn ermordet 22.5.1942                                                     | Stolperstein für Maria Brast                                                                                               |
| Lütkeweg 15 ·                                        | 7. März 2023  | Katharina Duschko            | Hier arbeitete Katharina Duschko Jg. 1924 Ukraine seit 1942 Zwangsarbeit Firma Schomaker tot 24. Feb. 1944                                                                               | Stolpersteine für Katharina Duschko und Nikolai Iwaschtschenko                                                             |
| Lütkeweg 15 ·                                        | 7. März 2023  | Nikolai Iwaschtschenko       | Hier arbeitete Nikolai Iwaschtschenko Jg. 1891 Ukraine seit 1943 Zwangsarbeit Firma Schomaker tot 11. März 1944                                                                          | Stolpersteine für Katharina Duschko und Nikolai Iwaschtschenko                                                             |
| Lütkeweg 28 ·                                        | 8. Feb. 2019  | Josef Hagemann               | Hier wohnte Josef Hagemann Jg. 1909 eingewiesen 28.10.1943 Heilanstalt Gütersloh ‚verlegt‘ Okt. 1941 in das besetzte Polen Gauheilanstalt Warta ermordet 10.4.1945                       | Stolperstein für Josef Hagemann                                                                                            |
| Lütkeweg 47 ·                                        | 8. Feb. 2019  | Wilhelm Mersch               | Hier wohnte Wilhelm Mersch Jg. 1872 eingewiesen 1906 Heilanstalt Warstein ‚verlegt‘ 21.8.1941 Hadamar ermordet 21.8.1941 ‚Aktion T4‘                                                     | Stolperstein für Wilhelm Mersch                                                                                            |
| Nordstraße 5 ·                                       | 28. Jan. 2022 | Berta Hahn                   | Hier wohnte Berta Hahn geb. Goldstein Jg. 1858 deportiert 1942 Theresienstadt ermordet 17.6.1943                                                                                         | Stolpersteine für Berta und Gerda Hahn                                                                                     |
| Nordstraße 5 ·                                       | 28. Jan. 2022 | Gerda Hahn                   | Hier wohnte Gerda Hahn Jg. 1890 deportiert 1941 Minsk ermordet | Stolpersteine für Berta und Gerda Hahn                                                                                     |
| Nordstraße 47 ·                                      | 9. Dez. 2008  | Alfred Spiegel               | Hier wohnte Alfred Spiegel Jg. 1928 deportiert 1942 Izbica ermordet | Stolpersteine für Alfred, Emma, Henriette ‚Jettchen‘, Ingeborg, Laura und Norbert Spiegel                                  |
| Nordstraße 47 ·                                      | 9. Dez. 2008  | Emma Spiegel                 | Hier wohnte Emma Spiegel Jg. 1899 deportiert ??? | Stolpersteine für Alfred, Emma, Henriette ‚Jettchen‘, Ingeborg, Laura und Norbert Spiegel                                  |
| Nordstraße 47 ·                                      | 9. Dez. 2008  | Henriette ‚Jettchen‘ Spiegel | Hier wohnte Henriette ‚Jettchen‘ Spiegel Jg. 1892 deportiert 1943 Auschwitz ermordet | Stolpersteine für Alfred, Emma, Henriette ‚Jettchen‘, Ingeborg, Laura und Norbert Spiegel                                  |
| Nordstraße 47 ·                                      | 9. Dez. 2008  | Ingeborg Spiegel             | Hier wohnte Ingeborg Spiegel Jg. 1924 deportiert 1942 Izbica ermordet | Stolpersteine für Alfred, Emma, Henriette ‚Jettchen‘, Ingeborg, Laura und Norbert Spiegel                                  |
| Nordstraße 47 ·                                      | 9. Dez. 2008  | Laura Spiegel                | Hier wohnte Laura Spiegel Jg. 1893 deportiert 1942 Izbica ermordet | Stolpersteine für Alfred, Emma, Henriette ‚Jettchen‘, Ingeborg, Laura und Norbert Spiegel                                  |
| Nordstraße 47 ·                                      | 9. Dez. 2008  | Norbert Spiegel              | Hier wohnte Norbert Spiegel Jg. 1897 deportiert 1942 Izbica ermordet | Stolpersteine für Alfred, Emma, Henriette ‚Jettchen‘, Ingeborg, Laura und Norbert Spiegel                                  |
| Ostbredenstraße 41 ·                                 | 6. Feb. 2018  | Siegmund Rothschild          | Hier wohnte Siegmund Rothschild Jg. 1882 verhaftet 14.6.1938 Sachsenhausen ermordet 12.7.1938                                                                                            | Stolpersteine für Siegmund Rothschild sowie Karin, Marga und Siegmund Spiegel                                              |
| Ostbredenstraße 41 ·                                 | 6. Feb. 2018  | Karin Spiegel                | Hier wohnte Karin Spiegel Jg. 1938 unfreiwillig verzogen 1943 Herbern versteckt überlebt                                                                                                 | Stolpersteine für Siegmund Rothschild sowie Karin, Marga und Siegmund Spiegel                                              |
| Ostbredenstraße 41 ·                                 | 6. Feb. 2018  | Marga Spiegel                | Hier wohnte Marga Spiegel geb. Rothschild Jg. 1912 unfreiwillig verzogen 1943 Herbern versteckt überlebt                                                                                 | Stolpersteine für Siegmund Rothschild sowie Karin, Marga und Siegmund Spiegel                                              |
| Ostbredenstraße 41 ·                                 | 6. Feb. 2018  | Siegmund Spiegel             | Hier wohnte Siegmund Spiegel Jg. 1899 unfreiwillig verzogen 1943 Werne versteckt überlebt                                                                                                | Stolpersteine für Siegmund Rothschild sowie Karin, Marga und Siegmund Spiegel                                              |
| Ostbredenstraße 41 ·                                 | 28. Jan. 2020 | Inge Johanna Spiegel         | Hier wohnte Inge Johanna Spiegel geb. Rothschild Jg. 1921 deportiert 1941 Łodz/Litzmannstadt 1944 Chelmno/Kulmhof ermordet 13.7.1944                                                     | Stolpersteine für Siegmund Rothschild sowie Karin, Marga und Siegmund Spiegel                                              |
| Ostenmauer 26 ·                                      | 9. Dez. 2008  | Jacob Jacobs                 | Hier wohnte Jacob Jacobs Jg. 1895 deportiert Sobibor ??? | Stolpersteine für Jacob und Julie Jacobs sowie Albert und Emma Sachs                                                       |
| Ostenmauer 26 ·                                      | 9. Dez. 2008  | Julie Jacobs                 | Hier wohnte Julie Jacobs geb. Lazarus Jg. 1897 deportiert Sobibor ??? | Stolpersteine für Jacob und Julie Jacobs sowie Albert und Emma Sachs                                                       |
| Ostenmauer 26 ·                                      | 9. Dez. 2008  | Emma Sachs                   | Hier wohnte Emma Sachs geb. Jacobs Jg. 1896 deportiert ermordet in Auschwitz | Stolpersteine für Jacob und Julie Jacobs sowie Albert und Emma Sachs                                                       |
| Ostenmauer 26 ·                                      | 28. Jan. 2022 | Albert Sachs                 | Hier wohnte Albert Sachs Jg. 1896 Flucht 1938 Holland interniert Westerbork deportiert 1943 Theresienstadt 1944 Auschwitz befreit tot 28.2.1945                                          | Stolpersteine für Jacob und Julie Jacobs sowie Albert und Emma Sachs                                                       |
| Oststraße 18 ·                                       | 28. Jan. 2020 | Bertha Rollmann              | Hier wohnte Bertha Rollmann Jg. 1881 deportiert 1943 Sobibor ermordet 13.3.1943 | Stolpersteine für Bertha, Julius und Walter Rollmann                                                                       |
| Oststraße 18 ·                                       | 28. Jan. 2020 | Julius Rollmann              | Hier wohnte Julius Rollmann Jg. 1879 Flucht 1933 Brasilien | Stolpersteine für Bertha, Julius und Walter Rollmann                                                                       |
| Oststraße 18 ·                                       | 28. Jan. 2022 | Walter Rollmann              | Hier wohnte Walter Rollmann Jg. 1913 Flucht 1934 USA | Stolpersteine für Bertha, Julius und Walter Rollmann                                                                       |
| Oststraße 21 ·                                       | 9. Dez. 2008  | Helene Baumgart              | Hier wohnte Helene Baumgart Jg. 1890 deportiert 28.3.1942 Richtung Osten Zwangsarbeit ‚Arbeitseinsatz Ost‘ tot                                                                           | Stolperstein für Helene Baumgart                                                                                           |
| Oststraße 31 ·                                       | 9. Dez. 2008  | Rosemarie Weinberg           | Hier wohnte Rosemarie Weinberg geb. Werner Jg. 1892 deportiert 1941 Minsk ??? | Stolpersteine für Hermann und Rosemarie Weinberg                                                                           |
| Oststraße 31 ·                                       | 28. Jan. 2022 | Hermann Weinberg             | Hier wohnte Hermann Weinberg Jg. 1891 ‚Schutzhaft‘ 1938 Dachau tot 31.1.1941 Düsseldorf Umstände nie geklärt                                                                             | Stolpersteine für Hermann und Rosemarie Weinberg                                                                           |
| Oststraße 40 · (früher 21) ·                         | 28. Jan. 2022 | Hans Jakob Gumpert           | Hier wohnte Hans Jakob Gumpert Jg. 1916 Flucht 1933 Palästina | Stolpersteine für Hans Jakob, Philipp, Regina und Selma Gumpert                                                            |
| Oststraße 40 · (früher 21) ·                         | 28. Jan. 2022 | Philipp Gumpert              | Hier wohnte Philipp Gumpert Jg. 1885 Flucht 1933 Palästina | Stolpersteine für Hans Jakob, Philipp, Regina und Selma Gumpert                                                            |
| Oststraße 40 · (früher 21) ·                         | 28. Jan. 2022 | Regina Gumpert               | Hier wohnte Regina Gumpert Jg. 1910 Flucht 1933 Palästina | Stolpersteine für Hans Jakob, Philipp, Regina und Selma Gumpert                                                            |
| Oststraße 40 · (früher 21) ·                         | 28. Jan. 2022 | Selma Gumpert                | Hier wohnte Selma Gumpert geb. Loewenstein Jg. 1884 Flucht 1933 Palästina | Stolpersteine für Hans Jakob, Philipp, Regina und Selma Gumpert                                                            |
| Oststraße 52 ·                                       | 9. Dez. 2008  | Regina Sara Strauß           | Hier wohnte Regina Strauß geb. Rosenberg Jg. 1898 deportiert 1943 Auschwitz ermordet | Stolpersteine für Adolf, Anna, Erna, Karl und Rolf Rosenberg, Regina Strauß und Johanna Weinberg                           |
| Oststraße 52 ·                                       | 9. Dez. 2008  | Johanna Weinberg             | Hier wohnte Johanna Weinberg geb. Rosenberg Jg. 1894 deportiert ermordet in Łodz | Stolpersteine für Adolf, Anna, Erna, Karl und Rolf Rosenberg, Regina Strauß und Johanna Weinberg                           |
| Oststraße 52 ·                                       | 14. März 2012 | Anna Rosenberg               | Hier wohnte Anna Rosenberg geb. Weyl Jg. 1867 deportiert 1943 Theresienstadt ermordet 9.1.1944                                                                                           | Stolpersteine für Adolf, Anna, Erna, Karl und Rolf Rosenberg, Regina Strauß und Johanna Weinberg                           |
| Oststraße 52 ·                                       | 28. Jan. 2020 | Karl Rosenberg               | Hier wohnte Karl Rosenberg Jg. 1909 im Widerstand verhaftet 1935 Emslandlager Esterwegen Flucht 1936 Holland Frankreich Mitglied der Resistance befreit                                  | Stolpersteine für Adolf, Anna, Erna, Karl und Rolf Rosenberg, Regina Strauß und Johanna Weinberg                           |
| Oststraße 52 ·                                       | 28. Jan. 2022 | Adolf Rosenberg              | Hier wohnte Adolf Rosenberg Jg. 1896 Flucht 1937 USA | Stolpersteine für Adolf, Anna, Erna, Karl und Rolf Rosenberg, Regina Strauß und Johanna Weinberg                           |
| Oststraße 52 ·                                       | 28. Jan. 2022 | Erna Rosenberg               | Hier wohnte Erna Rosenberg geb. Hertz Jg. 1908 Flucht 1937 USA | Stolpersteine für Adolf, Anna, Erna, Karl und Rolf Rosenberg, Regina Strauß und Johanna Weinberg                           |
| Oststraße 52 ·                                       | 28. Jan. 2022 | Rolf Rosenberg               | Hier wohnte Rolf Rosenberg Jg. 1932 Flucht 1937 USA | Stolpersteine für Adolf, Anna, Erna, Karl und Rolf Rosenberg, Regina Strauß und Johanna Weinberg                           |
| Oststraße 54 ·                                       | 9. Dez. 2008  | Helene Rosenberg             | Hier wohnte Helene Rosenberg Jg. 1878 deportiert 1942 Izbica ??? | Stolpersteine für Helene und Joseph Rosenberg                                                                              |
| Oststraße 54 ·                                       | 9. Dez. 2008  | Joseph Rosenberg             | Hier wohnte Joseph Rosenberg Jg. 1874 verhaftet 1939 ermordet 25.6.1941 | Stolpersteine für Helene und Joseph Rosenberg                                                                              |
| Oststraße 54 ·                                       | 22. Nov. 2016 | Bertha Rollmann              | | Stolpersteine für Helene und Joseph Rosenberg                                                                              |
| Oststraße 58 · St. Marien ·                          | 29. Jan. 2021 | Andreas Grüter               | Hier predigte Andreas Grüter Jg. 1898 im christlichen Widerstand verhaftet 1939 Gefängnis Bochum entlassen 1941                                                                          | Stolperstein für Andreas Grüter                                                                                            |
| Parkstraße 109 ·                                     | 8. Feb. 2019  | Maria Peiler                 | Hier wohnte Maria Peiler Jg. 1914 eingewiesen 1927 Stift Tilbeck ‚verlegt‘ 3.9.1943 Heilanstalt Erlangen tot 16.5.1945                                                                   | Stolperstein für Maria Peiler                                                                                              |
| Rosendahl 1 · (Gersteinstraße) ·                     | 8. Feb. 2019  | Theodor Quante               | Hier wohnte Theodor Quante Jg. 1903 eingewiesen 15.6.1940 Heilanstalt Gütersloh ‚verlegt‘ Okt. 1943 in das besetzte Polen Gauheilanstalt Warta ermordet 12.4.1944                        | Stolperstein für Theodor Quante                                                                                            |
| Rottmannstraße 11 ·                                  | 8. Feb. 2019  | Klemens Wiese                | Hier wohnte Klemens Wiese Jg. 1885 eingewiesen 21.5.1943 Heilanstalt Gütersloh ‚verlegt‘ 12.11.1943 in das besetzte Polen Gauheilanstalt Tiegenhof/Gnesen ermordet 21.7.1944             | Stolperstein für Klemens Wiese                                                                                             |
| Rottmannstraße 28 ·                                  | 5. März 2010  | Hedwig Langstadt             | Hier wohnte Hedwig Langstadt Jg. 1886 deportiert Riga ermordet | Stolperstein für Hedwig Langstadt                                                                                          |
| Rottmannstraße 54 ·                                  | 28. Jan. 2022 | Hans Allwang                 | Hier wohnte Hans Allwang Jg. 1909 im Widerstand/KPD verhaftet Juni 1933 ‚Vorbereitung Hochverrat‘ Zuchthaus Siegburg Gefängnis Hamm entlassen April 1935                                 | Stolperstein für Hans Allwang                                                                                              |
| Rottmannstraße 91 ·                                  | 5. März 2010  | August Kirchner              | Hier wohnte August Kirchner Jg. 1894 verhaftet Neuengamme ertrunken Mai 1945 MS Cap Arcona                                                                                               | Stolperstein für August Kirchner                                                                                           |
| Rottmannstraße 111 · (verlegt Auf dem Damm) ·        | 8. Feb. 2019  | Anna Kleine-Kappenberg       | Hier wohnte Anna Kleine-Kappenberg Jg. 1898 eingewiesen 1926 Heilanstalt Münster ‚verlegt‘ 16.8.1944 Heilanstalt Hadamar ermordet 6.9.1944                                               | Stolperstein für Anna Kleine-Kappenberg                                                                                    |
| Rottmannstraße 111 · (verlegt vor St. Josef) ·       | 29. Jan. 2021 | Johannes Sonnenschein        | Hier predigte Johannes Sonnenschein Jg. 1912 im christlichen Widerstand verhaftet 8.3.1942 1942 Dachau entlassen 9.4.1945                                                                | Stolperstein für Johannes Sonnenschein                                                                                     |
| Sattelstraße 27 ·                                    | 5. März 2010  | Eduard Baltruschat           | Hier wohnte Eduard Baltruschat Zeuge Jehovas Jg. 1907 deportiert Nov. 1941 Flossenbürg ermordet 27.7.1942                                                                                | Stolperstein für Eduard Baltruschat                                                                                        |
| Sattelstraße 27 ·                                    | 5. März 2010  | Franz Krakat                 | Hier wohnte Franz Krakat Zeuge Jehovas Jg. 1907 verhaftet 2.2.1939 Sachsenhausen ermordet 14.6.1939                                                                                      | Stolperstein für Franz Krakat                                                                                              |
| Sattelstraße 48 ·                                    | 28. Jan. 2022 | Albert Funk                  | Hier wohnte Albert Funk Jg. 1894 im Widerstand/KPD verhaftet 16.4.1933 ‚Vorbereitung Hochverrat‘ Polizei Recklinghausen tot 16.4.1933 Umstände nie geklärt                               | Stolperstein für Albert Funk                                                                                               |
| Sattelstraße 51 ·                                    | 5. März 2010  | Johann Sikora                | Hier wohnte Johann Sikora Jg. 1888 verhaftet März 1944 Sachsenhausen ermordet 15.2.1945                                                                                                  | Stolperstein für Johann Sikora                                                                                             |
| Schachtstraße 10 ·                                   | 5. März 2010  | Stanislaus Schwarz           | Hier wohnte Stanislaus Schwarz Zeuge Jehovas Jg. 1904 verhaftet 13.12.1936 Steinwache Dortmund ermordet 3.3.1937                                                                         | Stolperstein für Stanislaus Schwarz                                                                                        |
| Schmalbachstraße 15 ·                                | 5. März 2010  | Wilhelm Panke                | Hier wohnte Wilhelm Panke Jg. 1889 verhaftet Jan. 1944 ‚Wehrkraftzersetzung‘ Polizeigfängnis Hamm ermordet 14.8.1944 im Zuchthaus Brandenburg                                            | Stolperstein für Wilhelm Panke                                                                                             |
| Schützenstraße 50 ·                                  | 8. Feb. 2019  | Johann Simson                | Hier wohnte Johann Simson Jg. 1920 eingewiesen 28.3.1941 Heilanstalt Gütersloh ‚verlegt‘ Okt. 1943 in das besetzte Polen Gauheilanstalt Warta ermordet 10.2.1944                         | Stolperstein für Johann Simson                                                                                             |
| Schützenstraße 73 ·                                  | 8. Feb. 2019  | Georg Marquardt              | Hier wohnte Georg Marquardt Jg. 1928 eingewiesen 1930 Heilanstalt Marsberg ‚verlegt‘ 31.7.1941 Hadamar ermordet 31.7.1941 ‚Aktion T4‘                                                    | Stolperstein für Georg Marquardt                                                                                           |
| Schützenstraße 121a ·                                | 29. Jan. 2021 | Berta Rybak                  | Hier wohnte Berta Rybak Jg. 1928 deportiert 1941 Łodz/Litzmannstadt Schicksal unbekannt                                                                                                  | Stolpersteine für Berta, Jeti und Leo Rybak                                                                                |
| Schützenstraße 121a ·                                | 29. Jan. 2021 | Jeti Rybak                   | Hier wohnte Jeti Rybak geb. Hilzenrad Jg. 1891 deportiert 1941 Łodz/Litzmannstadt ermordet 13.6.1942                                                                                     | Stolpersteine für Berta, Jeti und Leo Rybak                                                                                |
| Schützenstraße 121a ·                                | 29. Jan. 2021 | Leo Rybak                    | Hier wohnte Leo Rybak Jg. 1931 deportiert 1941 Łodz/Litzmannstadt Schicksal unbekannt | Stolpersteine für Berta, Jeti und Leo Rybak                                                                                |
| Selma-Englisch-Straße 13 ·                           | 8. Feb. 2019  | Emil Hoppenheidt             | Hier wohnte Emil Hoppenheidt Jg. 1900 eingewiesen 4.1.1933 Heilanstalt Warstein 1941 Heilanstalt Eichberg ‚verlegt‘ 12.10.1943 Heilanstalt Hadamar ermordet 24.1.1944                    | Stolperstein für Emil Hoppenheidt                                                                                          |
| Südberg 40 ·                                         | 26. Mai 2009  | Elly Heilbrunn               | Hier wohnte Elly Heilbrunn geb. Spiegel Jg. 1886 deportiert ??? | Stolpersteine für Elly, Hans und Simon Heilbrunn                                                                           |
| Südberg 40 ·                                         | 26. Mai 2009  | Hans Heilbrunn               | Hier wohnte Hans Heilbrunn Jg. 1922 deportiert April 1942 Izbica ??? | Stolpersteine für Elly, Hans und Simon Heilbrunn                                                                           |
| Südberg 40 ·                                         | 26. Mai 2009  | Simon Heilbrunn              | Hier wohnte Simon Heilbrunn Jg. 1882 deportiert 1942 Izbica ??? | Stolpersteine für Elly, Hans und Simon Heilbrunn                                                                           |
| Südberg 40 ·                                         | 5. März 2010  | Sara Agranow                 | Hier wohnte Sara Agranow geb. Germaska Jg. 1894 deportiert 1942 Izbica ermordet | Stolpersteine für Sara und Simon Agranow                                                                                   |
| Südberg 40 ·                                         | 5. März 2010  | Simon Agranow                | Hier wohnte Simon Agranow Jg. 1891 deportiert 1942 Izbica ermordet | Stolpersteine für Sara und Simon Agranow                                                                                   |
| Südstraße 8 ·                                        | 28. Jan. 2020 | Rosa Servos                  | Hier wohnte Rosa Servos geb. Rosenberg Jg. 1876 deportiert 1942 Theresienstadt ermordet 28.1.1943                                                                                        | Stolperstein für Rosa Servos                                                                                               |
| Südstraße 14 ·                                       | 9. Dez. 2008  | Rosa Passmann                | Hier wohnte Rosa Passmann Jg. 1918 deportiert 1941 Minsk ermordet | Stolpersteine für Rosa Passmann sowie Edith, Emma, Isidor und Richard Spiegel                                              |
| Südstraße 14 ·                                       | 9. Dez. 2008  | Edith Spiegel                | Hier wohnte Edith Spiegel Jg. 1927 deportiert 1943 Riga ermordet | Stolpersteine für Rosa Passmann sowie Edith, Emma, Isidor und Richard Spiegel                                              |
| Südstraße 14 ·                                       | 9. Dez. 2008  | Emma Spiegel                 | Hier wohnte Emma Spiegel geb. Sternberg Jg. 1902 deportiert 1943 ermordet in Auschwitz                                                                                                   | Stolpersteine für Rosa Passmann sowie Edith, Emma, Isidor und Richard Spiegel                                              |
| Südstraße 14 ·                                       | 9. Dez. 2008  | Isidor Spiegel               | Hier wohnte Isidor Spiegel Jg. 1896 deportiert 1943 Riga ermordet | Stolpersteine für Rosa Passmann sowie Edith, Emma, Isidor und Richard Spiegel                                              |
| Südstraße 14 ·                                       | 9. Dez. 2008  | Richard Spiegel              | Hier wohnte Richard Spiegel Jg. 1930 deportiert 1943 Riga ermordet | Stolpersteine für Rosa Passmann sowie Edith, Emma, Isidor und Richard Spiegel                                              |
| Südstraße 19 ·                                       | 6. Feb. 2008  | Emma Spiegel                 | Hier wohnte Emma Spiegel geb. Spiegel Jg. 1876 deportiert tot | Stolpersteine für Emma, Lina und Siegmund Spiegel                                                                          |
| Südstraße 19 ·                                       | 6. Feb. 2008  | Lina Spiegel                 | Hier wohnte Lina Spiegel Jg. 1920 deportiert ??? | Stolpersteine für Emma, Lina und Siegmund Spiegel                                                                          |
| Südstraße 19 ·                                       | 6. Feb. 2008  | Siegmund Spiegel             | Hier wohnte Siegmund Spiegel Jg. 1876 Pogromopfer von SA zu Tode gehetzt 10.11.1938 | Stolpersteine für Emma, Lina und Siegmund Spiegel                                                                          |
| Südstraße 28 ·                                       | 6. Feb. 2008  | Moritz Metzger               | Hier wohnte Moritz Metzger Jg. 1883 deportiert 11.12.1941 Riga ermordet | Stolpersteine für Moritz und Selma Metzger sowie Johanna, Martha, Norbert und Sara Spiegel                                 |
| Südstraße 28 ·                                       | 6. Feb. 2008  | Johanna Spiegel              | Hier wohnte Johanna Spiegel geb. Dannenbaum Jg. 1866 deportiert 27.11.1941 ermordet in Riga                                                                                              | Stolpersteine für Moritz und Selma Metzger sowie Johanna, Martha, Norbert und Sara Spiegel                                 |
| Südstraße 28 ·                                       | 6. Feb. 2008  | Martha Spiegel               | Hier wohnte Martha Spiegel Jg. 1895 deportiert 27.11.1941 ermordet in Riga | Stolpersteine für Moritz und Selma Metzger sowie Johanna, Martha, Norbert und Sara Spiegel                                 |
| Südstraße 28 ·                                       | 6. Feb. 2008  | Norbert Spiegel              | Hier wohnte Norbert Spiegel Jg. 1893 deportiert 27.11.1941 ermordet in Riga | Stolpersteine für Moritz und Selma Metzger sowie Johanna, Martha, Norbert und Sara Spiegel                                 |
| Südstraße 28 ·                                       | 6. Feb. 2008  | Sara Spiegel                 | Hier wohnte Sara Spiegel Jg. 1897 deportiert 27.11.1941 ermordet in Riga | Stolpersteine für Moritz und Selma Metzger sowie Johanna, Martha, Norbert und Sara Spiegel                                 |
| Südstraße 28 ·                                       | 6. Feb. 2018  | Selma Metzger                | Hier wohnte Selma Metzger geb. Spiegel Jg. 1894 deportiert 1941 Riga Stutthof befreit | Stolpersteine für Moritz und Selma Metzger sowie Johanna, Martha, Norbert und Sara Spiegel                                 |
| Theodor-Körner-Straße 8 ·                            | 8. Feb. 2019  | Margarethe Wiedehage         | Hier wohnte Margarethe Wiedehage Jg. 1913 eingewiesen 29.1.1934 Heilanstalt Warstein ‚verlegt‘ 27.6.1941 Hadamar ermordet 27.6.1941 ‘Aktion T4’                                          | Stolperstein für Margarethe Wiedehage                                                                                      |
| Theodor-Schwarte-Straße 59 · am Konrad-Adenauer-Ring | 7. März 2023  | Sofia Krischewska            | Hier arbeitete Sofia Krischewska Jg. 1923 Ukraine Zwangsarbeit Firma Schwarte tot 19. Jan. 1945                                                                                          | Stolperstein für Sofia Krischewska                                                                                         |
| Thurn-und-Taxis-Ring 3 ·                             | 5. März 2010  | Selma Englisch               | Hier wohnte Selma Englisch geb. Püschel Jg. 1892 deportiert Ravensbrück tot 30.11.1944                                                                                                   | Stolperstein für Selma Englisch                                                                                            |
| Ulmenhof 46 ·                                        | 8. Feb. 2019  | Dorothea Ebel                | Hier wohnte Dorothea Ebel Jg. 1921 eingewiesen 15.2.1943 Heilanstalt Gütersloh ‚verlegt‘ Okt. 1941 in das besetzte Polen Gauheilanstalt Warta befreit                                    | Stolperstein für Dorothea Ebel                                                                                             |
| Warendorfer Straße 40 ·                              | 8. Feb. 2019  | Maria Hegselmann             | Hier wohnte Maria Hegselmann geb. Freitagsmüller Jg. 1891 eingewiesen 1922 Heilanstalt Warstein ‚verlegt‘ 18.7.1941 Hadamar ermordet 18.7.1941 ‚Aktion T4‘                               | Stolperstein für Maria Hegselmann                                                                                          |
| Warendorfer Straße 167 ·                             | 7. März 2023  | Feokdista Bitschkowa         | Hier interniert Feokdista Bitschkowa Jg. 1900 Sowjetunion seit 1942 Zwangsarbeit Firma Schomaker tot 8. März 1944                                                                        | Stolpersteine für Feokdista Bitschkowa, Olga Duschko und Iwan Migula                                                       |
| Warendorfer Straße 167 ·                             | 7. März 2023  | Olga Duschko                 | Hier interniert Olga Duschko Jg. 1922 Ukraine seit 1942 Zwangsarbeit Firma Schomaker und Nahrath befreit                                                                                 | Stolpersteine für Feokdista Bitschkowa, Olga Duschko und Iwan Migula                                                       |
| Warendorfer Straße 167 ·                             | 7. März 2023  | Iwan Migula                  | Hier interniert Iwan Migula Jg. 1918 Sowjetunion seit 1942 Zwangsarbeit Firma Quast tot 23. März 1944                                                                                    | Stolpersteine für Feokdista Bitschkowa, Olga Duschko und Iwan Migula                                                       |
| Westenmauer 10 ·                                     | 6. Feb. 2008  | Else Langstadt               | Hier wohnte Else Langstadt Jg. 1880 deportiert 27.10.1941 Ghetto Łodz ermordet | Stolpersteine für Else Langstadt, Kurt, Laura und Leo Spiegel sowie Adolf, Amalie und Herbert Tint                         |
| Westenmauer 10 ·                                     | 6. Feb. 2008  | Kurt Spiegel                 | Hier wohnte Kurt Spiegel Jg. 1915 deportiert 27.10.1941 Ghetto Łodz ermordet | Stolpersteine für Else Langstadt, Kurt, Laura und Leo Spiegel sowie Adolf, Amalie und Herbert Tint                         |
| Westenmauer 10 ·                                     | 6. Feb. 2008  | Laura Spiegel                | Hier wohnte Laura Spiegel geb. Spiegel Jg. 1881 deportiert 27.10.1941 Ghetto Łodz ermordet                                                                                               | Stolpersteine für Else Langstadt, Kurt, Laura und Leo Spiegel sowie Adolf, Amalie und Herbert Tint                         |
| Westenmauer 10 ·                                     | 6. Feb. 2008  | Leo Spiegel                  | Hier wohnte Leo Spiegel Jg. 1912 deportiert 27.10.1941 Ghetto Łodz ermordet | Stolpersteine für Else Langstadt, Kurt, Laura und Leo Spiegel sowie Adolf, Amalie und Herbert Tint                         |
| Westenmauer 10 ·                                     | 6. Feb. 2008  | Adolf Tint                   | Hier wohnte Adolf Tint Jg. 1899 verhaftet 9.10.1939 Stutthof ??? | Stolpersteine für Else Langstadt, Kurt, Laura und Leo Spiegel sowie Adolf, Amalie und Herbert Tint                         |
| Westenmauer 10 ·                                     | 6. Feb. 2008  | Amalie Tint                  | Hier wohnte Amalie Tint geb. Borgenicht Jg. 1901 verhaftet Stutthof tot 14.1.1945 | Stolpersteine für Else Langstadt, Kurt, Laura und Leo Spiegel sowie Adolf, Amalie und Herbert Tint                         |
| Westenmauer 10 ·                                     | 6. Feb. 2018  | Herbert Tint                 | Hier wohnte Herbert Tint Jg. 1924 Flucht 1939 England | Stolpersteine für Else Langstadt, Kurt, Laura und Leo Spiegel sowie Adolf, Amalie und Herbert Tint                         |
| Weststraße 73 ·                                      | 9. Dez. 2008  | Erna Loe                     | Hier wohnte Erna Loe geb. Simon Jg. 1910 deportiert 1944 Auschwitz ermordet 6.3.1944 | Stolpersteine für Maria Grosch, Alfred, Erna und Robert Loe sowie Adele, Ernst, Heinz, Selma und Trude Simon               |
| Weststraße 73 ·                                      | 14. März 2012 | Adele Simon                  | Hier wohnte Adele Simon Jg. 1913 deportiert 1942 Auschwitz ermordet 30.9.1942 | Stolpersteine für Maria Grosch, Alfred, Erna und Robert Loe sowie Adele, Ernst, Heinz, Selma und Trude Simon               |
| Weststraße 73 ·                                      | 22. Nov. 2016 | Alfred Loe                   | Hier wohnte Alfred Loe Jg. 1909 Flucht 1934 Holland interniert Westerbork deportiert 1944 Auschwitz Natzweiler-Hailfingen Todesmarsch Dachau ermordet                                    | Stolpersteine für Maria Grosch, Alfred, Erna und Robert Loe sowie Adele, Ernst, Heinz, Selma und Trude Simon               |
| Weststraße 73 ·                                      | 22. Nov. 2016 | Robert Loe                   | Robert Loe Jg. 1942 interniert Westerbork deportiert 1944 ermordet in Auschwitz | Stolpersteine für Maria Grosch, Alfred, Erna und Robert Loe sowie Adele, Ernst, Heinz, Selma und Trude Simon               |
| Weststraße 73 ·                                      | 22. Nov. 2016 | Ernst Simon                  | Hier wohnte Ernst Simon Jg. 1877 Flucht 1941 Argentinien | Stolpersteine für Maria Grosch, Alfred, Erna und Robert Loe sowie Adele, Ernst, Heinz, Selma und Trude Simon               |
| Weststraße 73 ·                                      | 22. Nov. 2016 | Heinz Simon                  | Hier wohnte Heinz Simon Jg. 1909 Flucht 1933 Frankreich | Stolpersteine für Maria Grosch, Alfred, Erna und Robert Loe sowie Adele, Ernst, Heinz, Selma und Trude Simon               |
| Weststraße 73 ·                                      | 22. Nov. 2016 | Selma Simon                  | Hier wohnte Selma Simon geb. Spiegel Jg. 1884 Flucht 1941 Argentinien | Stolpersteine für Maria Grosch, Alfred, Erna und Robert Loe sowie Adele, Ernst, Heinz, Selma und Trude Simon               |
| Weststraße 73 ·                                      | 22. Nov. 2016 | Trude Simon                  | Hier wohnte Trude Simon verh. Lichtenfels Jg. 1912 Flucht 1936 Argentinien | Stolpersteine für Maria Grosch, Alfred, Erna und Robert Loe sowie Adele, Ernst, Heinz, Selma und Trude Simon               |
| Weststraße 73 ·                                      | 8. Feb. 2019  | Maria Grosch                 | Hier wohnte Maria Grosch geb. Evenkamp Jg. 1909 eingewiesen 5.2.1941 Heilanstalt Gütersloh ‚verlegt‘ 12.11.1943 in das besetzte Polen Gauheilanstalt Tiegenhof/Gnesen ermordet 23.2.1944 | Stolpersteine für Maria Grosch, Alfred, Erna und Robert Loe sowie Adele, Ernst, Heinz, Selma und Trude Simon               |
| Weststraße 73 ·                                      | 28. Jan. 2022 | Regina Spiegel               | Hier wohnte Regina Spiegel Jg. 1886 Flucht 1939 Marokko Flüchtlingslager tot Jan. 1941                                                                                                   | Stolpersteine für Maria Grosch, Alfred, Erna und Robert Loe sowie Adele, Ernst, Heinz, Selma und Trude Simon               |
| Weststraße 103 ·                                     | 9. Dez. 2008  | Paul Loe                     | Hier wohnte Paul Loe Jg. 1907 deportiert ermordet in Auschwitz | Stolperstein für Paul Loe                                                                                                  |
| Wetterweg 14 ·                                       | 28. Jan. 2022 | Max Reimann                  | Hier wohnte Max Reimann Jg. 1898 im Widerstand/KPD verhaftet 4.4.1939 ‚Vorbereitung Hochverrat‘ Steinwache Dortmund 1942 Sachsenhausen Außenlager Falkensee befreit                      | Stolperstein für Max Reimann                                                                                               |
| Zeche Westfalen ·                                    | 7. März 2023  | Juschka Bondarenko           | Hier arbeitete Juschka Bondarenko Jg. 1927 Ukraine seit 1943 Zwangsarbeit Zeche ‚Westfalen‘ tot 7. Feb. 1944                                                                             | Stolpersteine für Juschka Bondarenko, Rostislaw Gumentschuk und Nikolaj Kosobutsky                                         |
| Zeche Westfalen ·                                    | 7. März 2023  | Rostislaw Gumentschuk        | Hier arbeitete Rostislaw Gumentschuk Jg. 1925 Ukraine Zwangsarbeit Zeche ‚Westfalen‘ verhaftet ‚Erziehungslager‘ Schicksal nie geklärt                                                   | Stolpersteine für Juschka Bondarenko, Rostislaw Gumentschuk und Nikolaj Kosobutsky                                         |
| Zeche Westfalen ·                                    | 7. März 2023  | Nikolaj Kosobutsky           | Hier arbeitete Nikolaj Kosobutsky Jg. 1925 Ukraine seit 1943 Zwangsarbeit Zeche ‚Westfalen‘ befreit                                                                                      | Stolpersteine für Juschka Bondarenko, Rostislaw Gumentschuk und Nikolaj Kosobutsky                                         |